# Třída Kiiski
Třída Kiiski je třída malých minolovek finského námořnictva. Celkem bylo postaveno sedm jednotek této třídy.

## Stavba

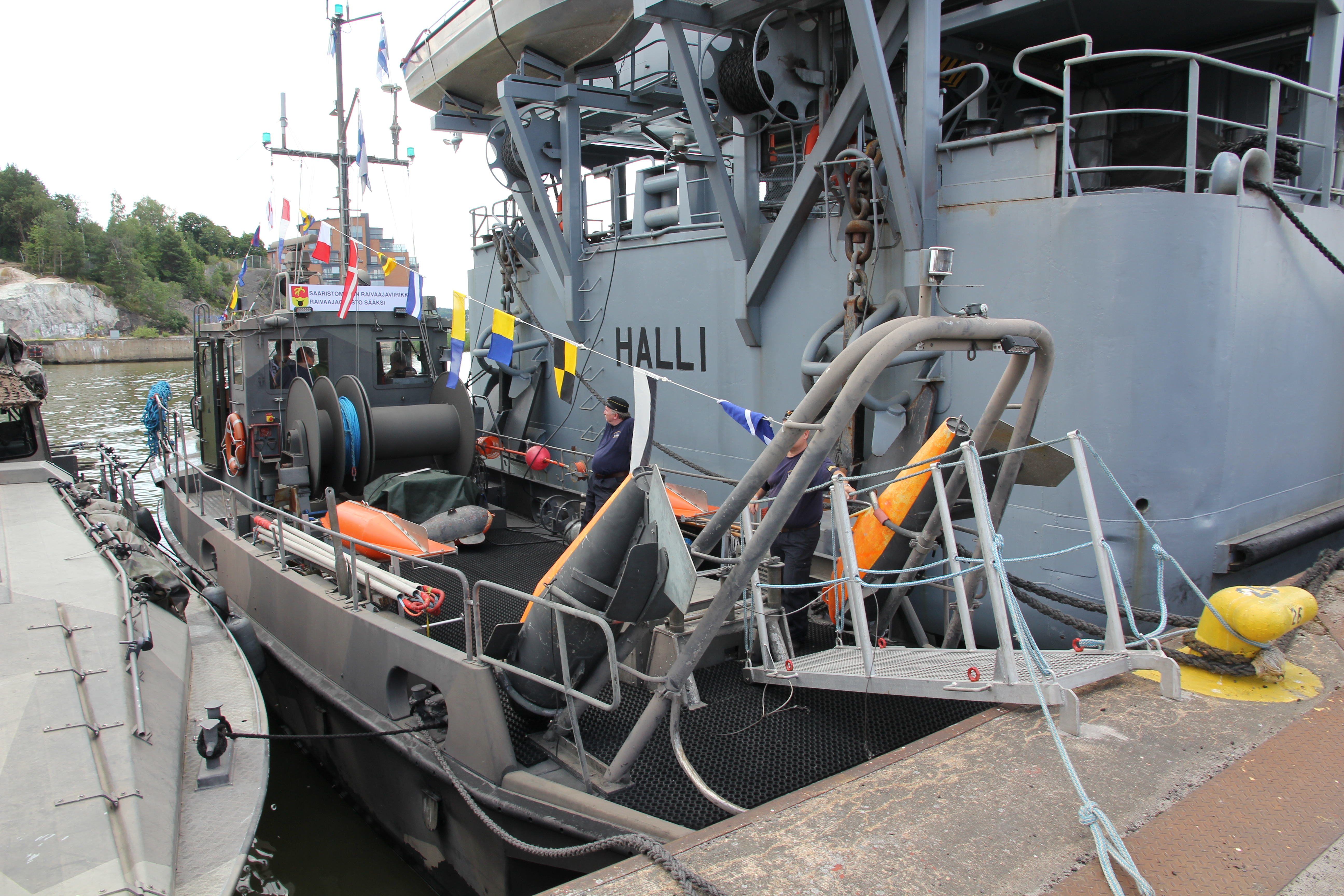
Kiiski 7

Celkem bylo v letech 1983–1984 postaveno sedm jednotek této třídy, pojmenovaných Kiiski 1 (521) až Kiiski 7 (527).

## Konstrukce

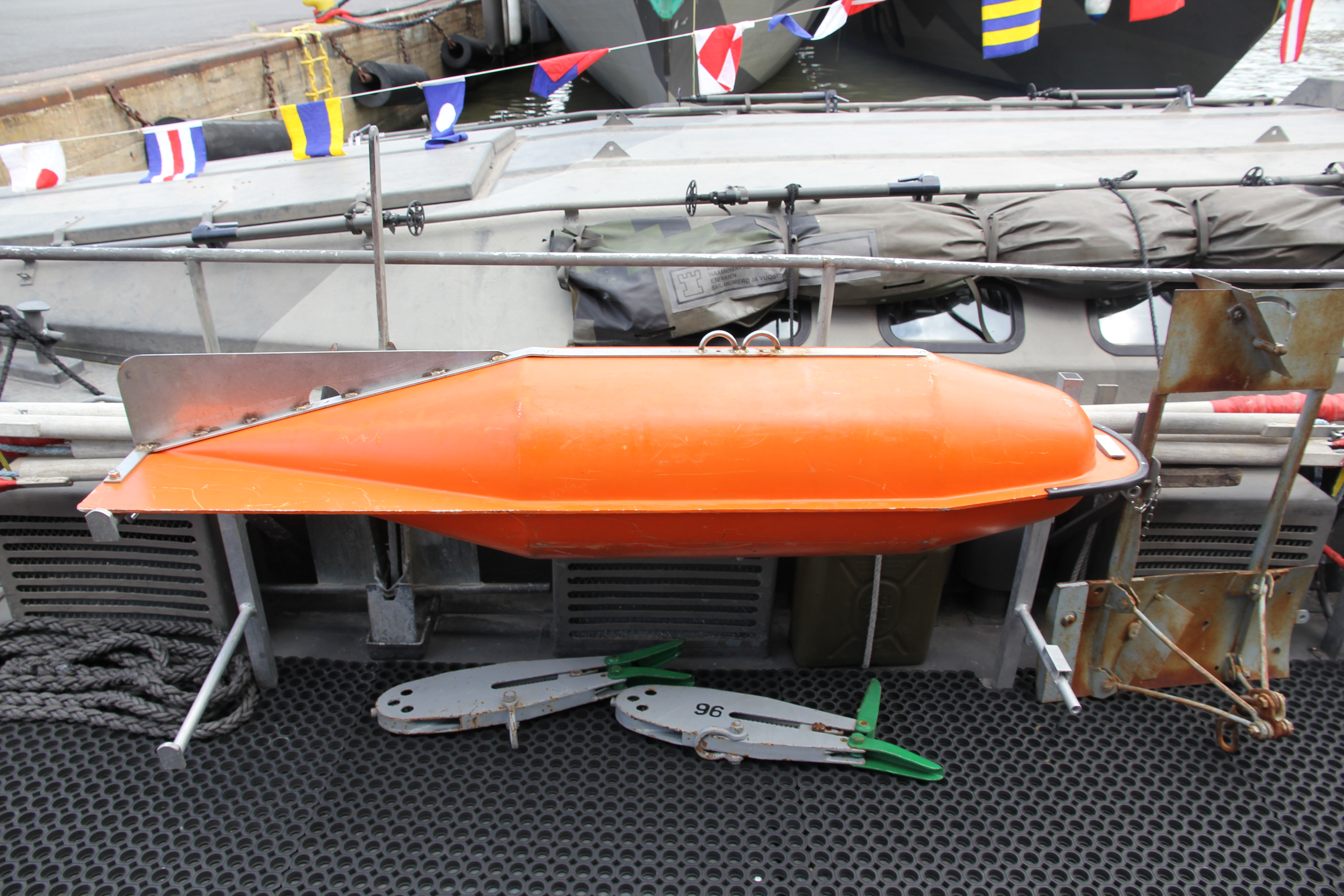
Kiiski 7

Výzbroj tvoří jeden 20mm kanón. Pohonný systém tvoří dva diesely. Nejvyšší rychlost dosahuje 10 uzlů.